# Why Me? (película)
Why Me? (titulada A mí que me registren en España y ¿Por qué yo? en Hispanoamérica) es una comedia coral estadounidense dirigida por Gene Quintano y escrita por Donald E. Westlake junto con Leonard Maas, Jr..
La producción está basada en el quinto libro de la serie de Westlake protagonizada por el personaje de John Dortmunder.

## Argumento
El Fuego Bizantino es un rubí sagrado cedido por el Gobierno turco para ser exhibido en una galería de Estados Unidos, sin embargo, al poco de llegar es robada por extremistas religiosos del este de Europa y escondido en una joyería local. Es entonces cuando empieza la comedia de enredos cuando Gus Cardinale (Christopher Lambert), un ladrón de joyas, irrumpe en el local y roba el diamante.
A partir de ahí, empieza a ser perseguido por la Policía de Los Ángeles, dos agentes incompetentes de la CIA, agentes del Gobierno Turco, y una terrorista armenia dispuesta a matar a su familia con tal de recuperar el Fuego Bizantino.

## Reparto
- Christopher Lambert es Gus Cardinale
- Kim Greist es June Daley
- Christopher Lloyd es Bruno Daley
- J. T. Walsh es Inspector Jefe Francis Mahoney
- Gregory Millar es Leon
- Wendel Meldrum es Gatou Vardebedian
- Michael J. Pollard es Ralph
- John Hancock es Tiny